# Hemilepistus rhinoceros
Hemilepistus rhinoceros là một loài chân đều trong họ Trachelipodidae. Loài này được Borutzkii miêu tả khoa học năm 1958.